# Chomutov (distrito)
Chomutov é um distrito da República Checa na região de Ústí nad Labem, com uma área de 935 km² com uma população de 124.979 habitantes (2002) e com uma densidade populacional de 134 hab/km².

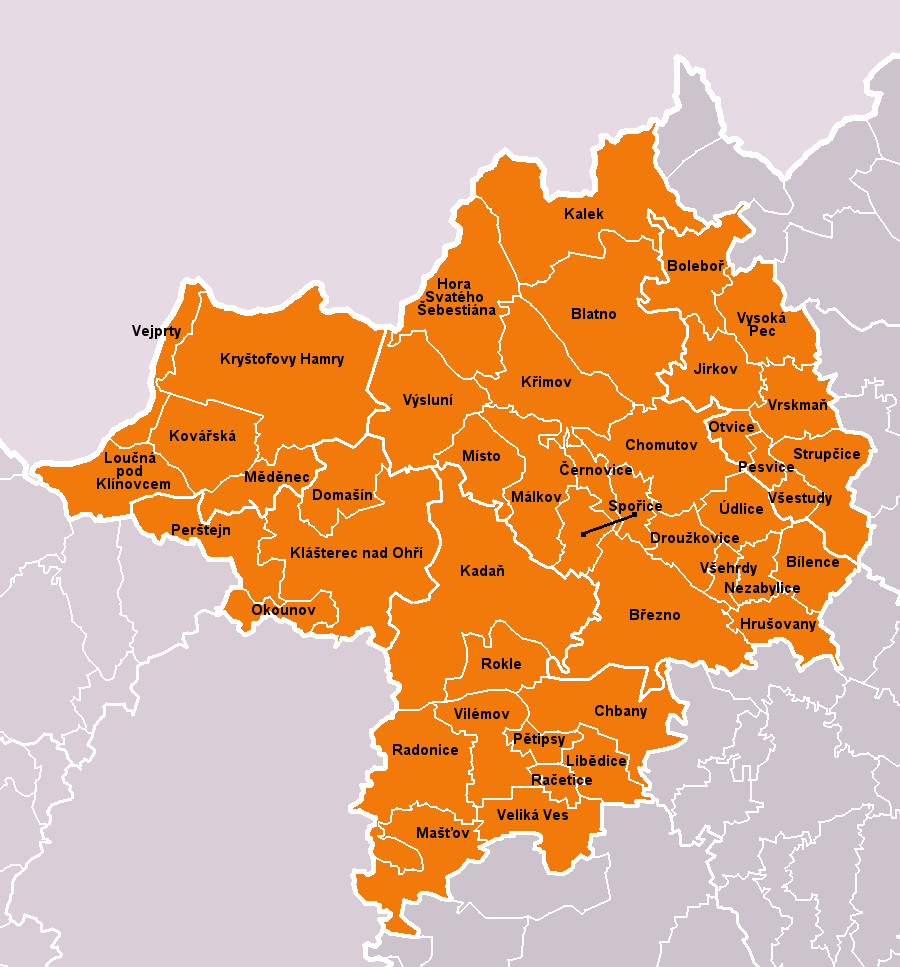